# جاك هيويت
جاك هيويت (بالإنجليزية: Jack Hewitt)‏ هو مهندس أمريكي، ولد في 8 يوليو 1951.